# Павловское месторождение (Шенкурский район)
Павловское (Шенкурское) месторождение — месторождение глин для производства кирпича. Расположено в 8 км восточнее города Шенкурск — административного центра Шенкурского муниципального района Архангельской области; на правом берегу ручья Жемчужный (левый приток реки Игишка).

## История
Месторождение выявлено и разведано в 1954 году Архангельской экспедицией Северо-Западного геологического управления, проводившейся с целью выявления запасов сырья для обеспечения производства Шенкурского кирпичного завода. В 1987—1991 годах произведена доразведка месторождения Архангельской геологоразведочной партией Горно-геологического объединения «Геолстром».
22 февраля 2009 года издано распоряжение о выставлении на аукцион участка недр Павловское (Шенкурское) площадью 109 га. Аукцион на право пользования участком недр состоялся 2 апреля 2010 года. 6 апреля 2010 года аукцион признан несостоявшимся в связи с отсутствием заявок на участие.

## Характеристики месторождения
Результатами лабораторно-керамических и полузаводских испытаний установлено соответствие глин месторождения стандарту ОСТ 21-78-88 «Сырье глинистое (горные породы) для производства керамических кирпича и камней» и пригодность их для производства кирпича по ГОСТ 530-80 «Кирпич и камни керамические».
Мощность полезной толщи варьируется в пределах 0,8—2,2 м, средняя — 1,6 м. Форма залежей пластообразная, размером 600×400 м. Для доступа к полезной толще месторождения необходимо провести вскрышные работы почвенно-растительного слоя толщиной 0,1—0,3 м.
Учтённые запасы месторождения по категориям составляют: А — 36,1 тыс. м3, В — 108,4 тыс. м3, С1 — 27,4 тыс. м3, С2 — 97,8 тыс. м3.